# 西瑞爾·格尼克
西瑞爾·伊凡諾維奇·格尼克（英語：Cyril Genik，羅馬化：Kyrylo Ivanovych Henyk，1857年—1925年2月12日）是一位著名烏克蘭裔加拿大人移民代理。在1995年，他被加拿大歷史遺址和紀念碑董事會（Historic Sites and Monuments Board of Canada）評估、環境部指定爲對加拿大歷史上扮演重要角色的人。

## 生平

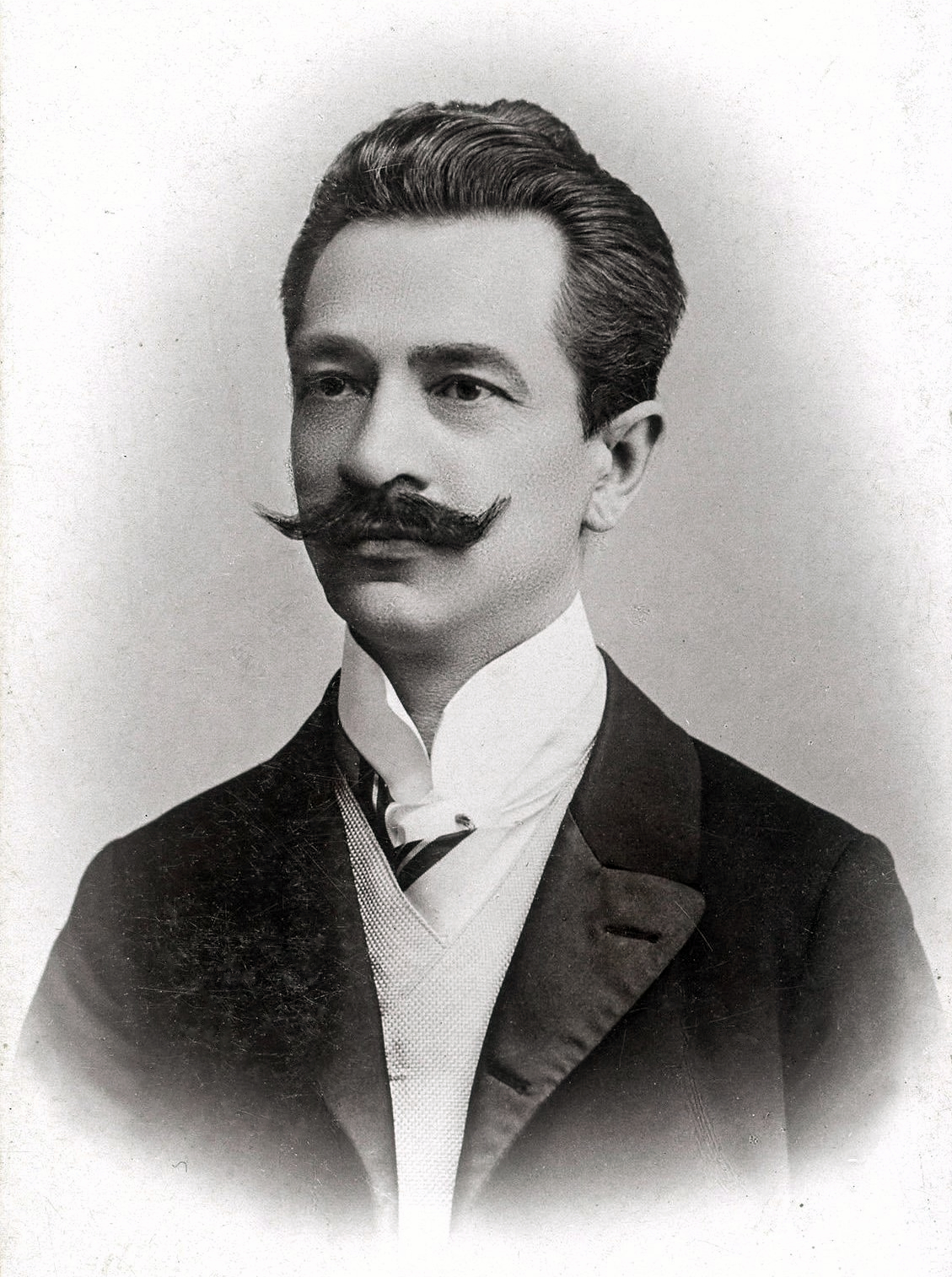
約瑟夫·奧列斯基 (1860 – 1903)

西瑞爾·格尼克于1857年出生在加利西亞的下貝雷濟夫。父親伊萬·格尼克是村長；母亲是安·伯搜围姿势。 格尼克在科洛梅亞开始他的教育，然后移居到現今的伊萬諾-弗蘭科夫斯克，完成他的教學文憑。 他在利沃夫完成他的學士學位后，於1879年在納德維爾納縣任职教師。在1882年，格尼克回到他的家鄉，並建立一所學校。 在1880年，格尼克也建立了麵粉廠的業務，和一间名叫喀爾巴阡商社的生產合作社。 1890 年，他當選入科洛梅亞的鎮議會。

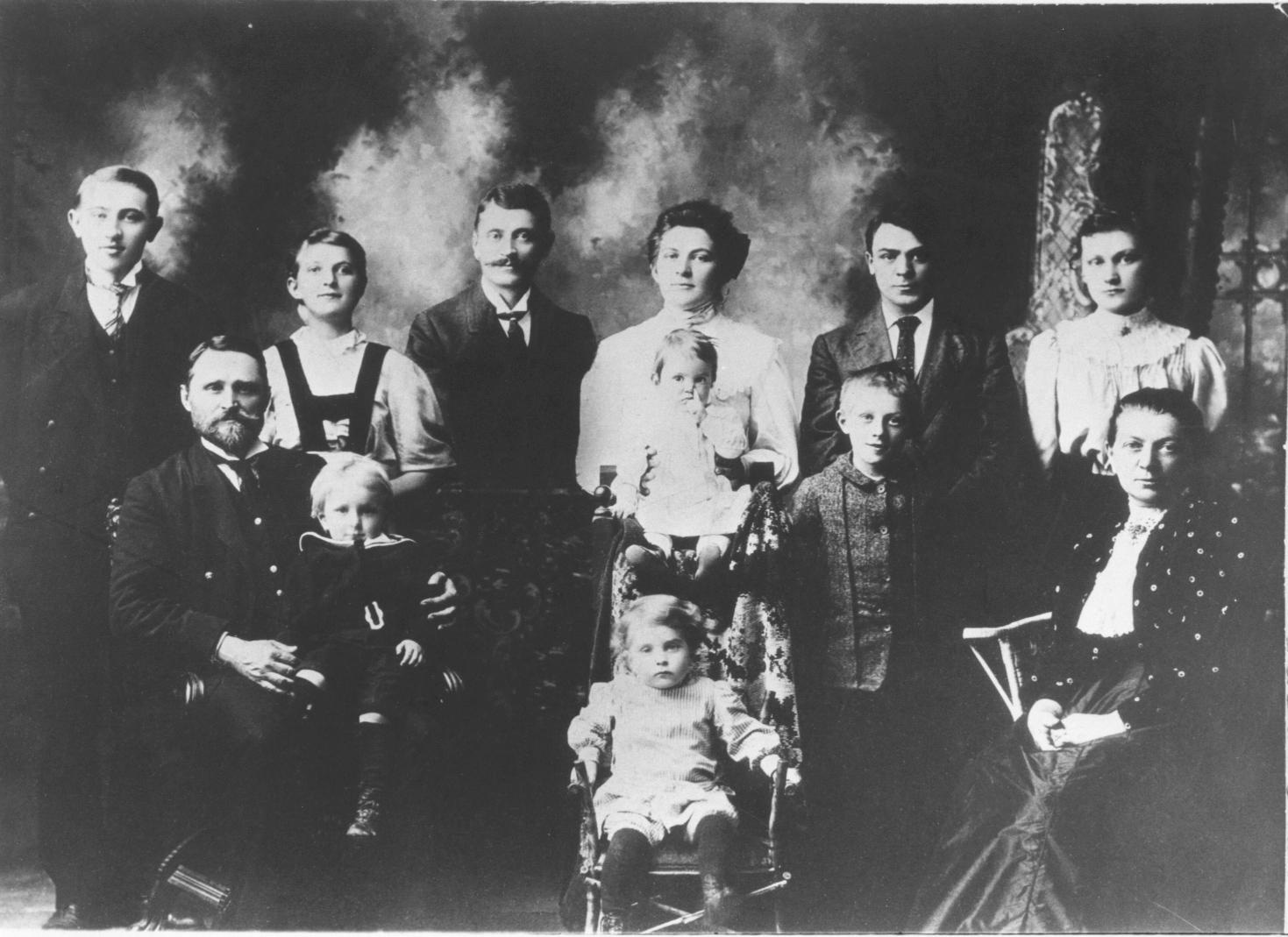
西瑞爾·格尼克和寶蓮 和兒童和瓊斯家庭, 1906

在某个时断，格尼克會見了約瑟夫·奧列斯基。奧列斯基常鼓勵烏克蘭人移民到加拿大，而他剛剛組成第二組烏克蘭移民，共有64人。奥列斯基要求格尼克陪伴和带领這一隊的烏克蘭人航行抵达加拿大，然后幫助他們安定下來。於是，格尼克、他的妻子、和四個孩子在1896年6月22日在魁北克市到達加拿大，接著便帶領这一組烏克蘭移民。他們首先到達曼尼托巴的溫尼伯，然後到斯圖亞特本，成立了在加拿大西部第一個烏克蘭裔社區。在8月，格尼克在斯圖亞特本申請了新家園地，但很快改變了主意並遷往溫尼伯。同時，奥列斯基建議格尼克当加拿大內政部的移民代理。在9月，格尼克成為內政部的臨時翻譯人員和臨時移民代理。作爲一名移民代理，格尼克在魁北克市多接觸從烏克蘭来的新移民，爲他們擔任顧問，並鼓勵他们使用英語和遺棄傳統習俗 随着烏克蘭移民到加拿大的人数的急劇上升，他的工作量急劇增加。在1898年，格尼克成為了加拿大內政部的全職受薪雇員，也成為在加拿大政府下的第一位烏克蘭裔全職公务員。
在1899 年，格尼克在他的家中建立了塔拉斯·赫裡霍羅維奇·謝甫琴科閱覽廳，並在1903，於加拿大自由黨的資助下，创办了在加拿大第一份以烏克蘭语报道的報紙 “Kanadyiskyi Farmer” （加拿大農民）。儘管他自己並非很虔诚，格尼克認為東歐裔的基督教教徒需要一個獨立於希臘正教會和俄羅斯正教會，用拜占庭礼的教派。 因此，他與溫尼伯的長老宗牧者合作，在1904幫一些錫罐大教堂的神父接管了六翼天使派教會并變成非宗派的拜占庭礼教會 。格尼克在加拿大的烏克蘭裔社群里眾所周知，甚至被稱為“加拿大的沙皇”。 在1911年，格尼克所支持的加拿大自由党在那年的大選失败后, 格尼克便失去了他的工作，也结束他在公务的生涯。他在美國住了一段时间，然后在晚年返回到溫尼伯，於1925年2月12日逝世。